# Нитрат никеля(II)
Нитра́т ни́келя(II) — неорганическое соединение, соль металла никеля и азотной кислоты с формулой Ni(NO3)2, светло-зелёные кристаллы, хорошо растворяется в воде.
Образует кристаллогидраты.
Применяется для получения гальванических покрытий из никеля, осаждения никеля на носители никелевых катализаторов, окрашивания стекла и керамики в коричневый цвет.
Канцерогенен и ядовит в больших концентрациях, как и многие другие соединения никеля.

## Получение
Растворение никеля или оксида никеля(II) в разбавленной азотной кислоте:
{\displaystyle {\ce {3Ni + 8HNO3 -> 3Ni(NO3)2 + 2NO ^ + 4H2O,}}}
{\displaystyle {\ce {NiO + 2HNO3 -> Ni(NO3)2 + H2O}}}
Растворение хлорида никеля(II) в горячей азотной кислоте:
{\displaystyle {\ce {3NiCl2 + 8HNO3 ->[100^oC] 3Ni(NO3)2 + 3Cl2 ^ + 2NO ^ + 4H2O.}}}

## Физические свойства
Нитрат никеля(II) образует светло-зелёные кристаллы, хорошо растворимые в воде, ацетонитриле, диметилсульфоксиде.
Образует кристаллогидраты состава Ni(NO3)2•nH2O, где n = 2, 4, 6 и 9.
Наиболее стабильный кристаллогидрат Ni(NO3)2•6 H2O имеет строение [Ni(H2O)6](NO3)2 — ион никеля в этом кристаллогидрате окружён шестью молекулами воды и не имеет непосредственной химической связи с нитрат-ионами.

## Химические свойства
Безводная соль при нагревании разлагается:
{\displaystyle {\ce {2Ni(NO3)2 ->[500^oC] 2NiO + 4NO2 + O2,}}}
{\displaystyle {\ce {Ni(NO3)2 ->[150^oC, vacuum] Ni(NO2)2 + O2.}}}
Гексагидрат при нагревании разлагается иначе:
{\displaystyle {\ce {4(Ni(NO3)2.6H2O) ->[100-140^oC] 4NiO(OH) + 8NO2 + O2 + 2H2O,}}}
{\displaystyle {\ce {2(Ni(NO3)2.6H2O) ->[300^oC] 2NiO + 4NO2 + O2 + 12H2O.}}}
Из-за разложения гидратов безводный нитрат никеля не может быть получен нагреванием, способы получения безводной соли — нагреванием гидратов с пентаоксидом азота или взаимодействием тетракарбонила никеля с тетраоксидом азота:
{\displaystyle {\ce {Ni(CO)4 + 2N2O4 -> Ni(NO3)2 + 2NO + 4CO.}}}
Реагирует с гидроксидами щелочных металлов с выпадением в осадок изумрудно-зелёного гидроксида никеля(II):
{\displaystyle {\ce {Ni(NO3)2 + 2NaOH -> Ni(OH)2 v + 2NaNO3.}}}
Иначе реакция идёт с водными растворами аммиака, с разбавленным раствором образуется основной нитрат никеля:
{\displaystyle {\ce {Ni(NO3)2 + NH3.H2O -> Ni(NO3)(OH) v + 2NH4NO3,}}}
и с концентрированным раствором аммиака:
{\displaystyle {\ce {Ni(NO3)2 + 6(NH3.H2O)-> [Ni(NH3)6](NO3)2 + 6H2O.}}}
При взаимодействии с сильными окислителями является слабым восстановителем:
{\displaystyle {\ce {2Ni(NO3)2 + Cl2 + 6NaOH -> 2NiO(OH) v + 2NaCl + 4NaNO3 + 2H2O.}}}

## Применение
Применяется в гальванотехнике для никелирования, осаждения никеля на твердую фазу при создании никелевых катализаторов, в стекольной и керамической промышленности при окрашивания стекла, неорганических глазурей и керамики в коричневый цвет.

## Безопасность
Как и все нитраты является окислителем, образует огнеопасные смеси с органическими веществами.
Пыль вещества раздражает глаза и слизистые оболочки, может вызывать аллергические реакции.
Умеренно ядовит для теплокровных животных, ЛД50 для крыс перорально 1620 мг/кг. Является канцерогеном.
Ядовит для водных организмов.